# 張清玉 (羽毛球運動員)
張清玉（Anna Cheong Ching Yik，1998年3月15日—），馬來西亞女子羽毛球運動員。

## 簡歷
张清玉来自马六甲，并被选中进入武吉加里尔体育学校。2015年，張清玉離開馬來西亞國家羽毛球隊，加入安邦再也俱樂部。
2016年8月，張清玉出戰新加坡羽毛球國際系列賽，與印尼選手里琳·阿米莉亚合作打進女子雙打比賽準決賽。
2017年，由于國家隊的女雙主力都出戰東運會，令排名較低的張清玉與搭檔里琳得以在最後階段取得世錦賽的參賽資格。時年19歲的張清玉將成為參加該屆世錦賽的最年輕大馬球員。
2024年9月，張清玉再度退出馬來西亞國家羽毛球隊。

## 主要比賽成績
只列出曾進入準決賽的國際賽事成績：
| 年份   | 賽事                     | 公開賽級別 | 項目     | 拍檔          | 成績   |
| ------ | ------------------------ | ---------- | -------- | ------------- | ------ |
| 2016年 | 新加坡羽毛球國際系列賽   | 國際系列賽 | 女子雙打 | 里琳·阿米莉亚 | 準決賽 |
| 2017年 | 越南羽毛球國際挑戰賽     | 國際挑戰賽 | 女子雙打 | 里琳·阿米莉亚 | 準決賽 |
| 2017年 | 樂魚羽毛球國際挑戰賽     | 國際挑戰賽 | 女子雙打 | 里琳·阿米莉亚 | 準決賽 |
| 2017年 | 馬來西亞羽毛球國際系列賽 | 國際系列賽 | 女子雙打 | 里琳·阿米莉亚 | 準決賽 |
| 2017年 | 印尼羽毛球國際挑戰賽     | 國際挑戰賽 | 女子雙打 | 里琳·阿米莉亚 | 準決賽 |
| 2017年 | 寮國羽毛球國際系列賽     | 國際系列賽 | 女子雙打 | 里琳·阿米莉亚 | 亞軍   |
| 2019年 | 馬來西亞羽毛球國際系列賽 | 國際系列賽 | 女子雙打 | 林秋仙        | 準決賽 |
| 2021年 | 奧地利羽毛球公開賽       | 國際系列賽 | 女子雙打 | 葉錚雯        | 亞軍   |
| 2021年 | 捷克羽毛球公開賽         | 國際系列賽 | 女子雙打 | 張湄鑫        | 冠軍   |
| 2021年 | 蘇格蘭羽毛球公開賽       | 國際挑戰賽 | 女子雙打 | 張湄鑫        | 亞軍   |
| 2021年 | 威爾斯羽毛球國際賽       | 國際挑戰賽 | 女子雙打 | 張湄鑫        | 準決賽 |
| 2022年 | 賽義德·莫迪羽毛球國際賽  | 超級300賽  | 女子雙打 | 張湄鑫        | 冠軍   |
| 2022年 | 亞洲羽毛球團體錦標賽     | 其他       | 女子團體 | －            | 季軍   |

| 2007-2017年 | 首要超級賽 | 超級賽 | 黃金大獎賽 | 大獎賽 | 國際挑戰賽 | 國際系列賽 | 未來系列賽 | 其他 |

| 2018-2026年 | 總決賽 | 超級1000賽 | 超級750賽 | 超級500賽 | 超級300賽 | 超級100賽 | 國際挑戰賽 | 國際系列賽 | 未來系列賽 | 其他 |

### 奧運會和世錦賽參賽紀錄
|          | 搭檔          | 2017 | 2022 | 2023 |
| -------- | ------------- | ---- | ---- | ---- |
| 女子雙打 | 里琳·阿米莉亚 | 64強 | －   | －   |
| 女子雙打 | 張湄鑫        | －   | 32強 | 32強 |